# Président de la république de Vanuatu
Le président de la république de Vanuatu (en bichelamar : Presiden blong Ripablik blong Vanuatu ; en anglais : President of the Republic of Vanuatu) est le chef de l'État de Vanuatu.
Sa fonction est établie par le chapitre six de la Constitution, adoptée en vue de l'indépendance du pays en 1980.
Le Vanuatu adopte un régime parlementaire, et non un régime présidentiel ; le président de la République a ainsi une fonction essentiellement symbolique, « similaire au monarque du Royaume-Uni ». La Constitution dispose ainsi qu'il « symbolise l'unité de la nation » (art.31). Les institutions politiques du Vanuatu représentent un héritage conjoint des modèles britannique et français, le Vanuatu ayant été, avant l'indépendance, un condominium franco-britannique. Ainsi, ces institutions incorporent le principe britannique de suprématie parlementaire, et s'appuient essentiellement sur le modèle de Westminster, mais le pays, membre du Commonwealth, a choisi d'être une république (république du Commonwealth), à l'instar de la France, plutôt que devenir un royaume du Commonwealth.

## Élection
Le président du Vanuatu est élu pour cinq ans au suffrage indirect et secret par un collège électoral composé des membres du Parlement et des présidents des conseils provinciaux. Est élu le candidat qui recueille la majorité qualifiée des deux tiers de l'ensemble des membres du collège électoral.
Le collège électoral ne peut procéder au scrutin dès sa première session que si au moins trois quarts des membres sont présents. À défaut, un délai de quarante-huit heures est accordé, après quoi le collège se réunit à nouveau, avec un abaissement du quorum aux deux tiers des membres.
La Constitution dispose que le président de la République doit posséder la citoyenneté vanuataise et être âgé d'au moins vingt-cinq ans. La version en anglais de la Constitution précise dans son article 35 que seule une personne d'ascendance autochtone — « indigenous » — peut être candidate à la présidence de la République, mais le mot est absent de l'article dans la version en français.

## Pouvoirs
Le poste de président est largement honorifique, mais dispose de plusieurs pouvoirs.
L'article 16(3) de la Constitution dispose « Toute loi adoptée par le Parlement est présentée au président de la République qui la promulgue dans un délai de deux semaines ». Il ne peut mettre de veto à une loi adoptée par le Parlement, à moins qu'il ne la considère contraire à la Constitution, auquel cas il peut soumettre la question à la Cour suprême, et y mettre son véto si la Cour suprême la déclare anticonstitutionnelle (art.16(4)). Il peut aussi, en accord avec l'article 37, « déférer à la Cour Suprême toute décision réglementaire [du Conseil des Ministres] qu'il estimerait contraire à la Constitution ». Il nomme et démet les magistrats, à l'exception des juges de la Cour suprême, « après avis conforme de la Commission de la Magistrature » (art.45). 
Il nomme le président de la Cour suprême « après consultation du Premier ministre et du chef de l'opposition », et nomme les trois autres juges de la Cour suprême, « le premier sur proposition du président du Parlement, le second sur proposition du président du Conseil national des chefs et le troisième sur proposition des Présidents des Conseils régionaux » (art.47). Il nomme le Procureur général et l'Avocat public, « après avis conforme de la Commission de la Magistrature » (art.53 & 54), et nomme certaines autres fonctions et membres de commissions publiques, en consultation avec divers organes du gouvernement. 
Il « peut, sur proposition du Gouvernement, prononcer la dissolution du Parlement » (art.26(3)). Il déclare, uniquement « sur instructions du Conseil des Ministres », « l'état d'urgence en raison d'une calamité naturelle ou en vue de restaurer l'ordre public ou d'empêcher sa dégradation ». En l'absence d'une prolongation votée par le Parlement, le Président ne peut maintenir l'état d'urgence pendant plus de deux semaines, et le Parlement peut abroger l'état d'urgence à tout moment. (art.67 & 68) Le président de la République « dispose du droit de grâce, du droit de commuer ou de réduire les peines infligées à tout condamné » (art.36). Il n'a pas d'autre pouvoir conféré par la Constitution.

## Liste
Les personnes suivantes ont exercé les fonctions de président de la République depuis l'indépendance.
Lors de vacance de la présidence, notamment lorsque le mandat d'un président de la République arrive à terme et que son successeur n'a pas encore pris ses fonctions, la Constitution dispose à l'art.35 que le président du Parlement « assume par intérim les fonctions de Président de la République ». Ces présidences par intérim sont incluses dans le tableau ci-dessous.
| Nom | Nom | Nom                   | Investiture       | Fin du mandat     | Parti                         | Note                               |
| --- | --- | --------------------- | ----------------- | ----------------- | ----------------------------- | ---------------------------------- |
| 1   |     | George Kalkoa         | 30 juillet 1980   | 17 février 1984   | Vanua'aku Pati                | démissionne                        |
| -   |     | Fred Timakata         | 17 février 1984   | 8 mars 1984       | Vanua'aku Pati                | par intérim                        |
| (1) |     | George Kalkoa         | 8 mars 1984       | 12 janvier 1989   | Vanua'aku Pati                |                                    |
| -   |     | Onneyn Tahi           | 12 janvier 1989   | 30 janvier 1989   | Vanua'aku Pati                | par intérim                        |
| 2   |     | Fred Timakata         | 30 janvier 1989   | 30 janvier 1994   | Vanua'aku Pati                |                                    |
| -   |     | Alfred Maseng         | 30 janvier 1994   | 2 mars 1994       | Union des Partis modérés      | par intérim                        |
| 3   |     | Jean-Marie Léyé       | 2 mars 1994       | 2 mars 1999       | Union des Partis modérés      |                                    |
| -   |     | Edward Natapei        | 2 mars 1999       | 24 mars 1999      | Vanua'aku Pati                | par intérim                        |
| 4   |     | John Bani             | 25 mars 1999      | 24 mars 2004      | Union des Partis modérés      |                                    |
| -   |     | Roger Abiut           | 24 mars 2004      | 12 avril 2004     | Parti travailliste            | par intérim                        |
| 5   |     | Alfred Maseng         | 12 avril 2004     | 11 mai 2004       | Union des Partis modérés      | Élection invalidée pour corruption |
| -   |     | Roger Abiut           | 11 mai 2004       | 28 juillet 2004   | Parti travailliste            | par intérim                        |
| -   |     | Josias Moli           | 28 juillet 2004   | 16 août 2004      | Union des Partis modérés      | par intérim                        |
| 6   |     | Kalkot Matas Kelekele | 16 août 2004      | 16 août 2009      | Parti national unifié         |                                    |
| -   |     | Maxime Carlot Korman  | 16 août 2009      | 2 septembre 2009  | Parti républicain             | par intérim                        |
| 7   |     | Iolu Abil             | 2 septembre 2009  | 2 septembre 2014  | Vanua'aku Pati                |                                    |
| -   |     | Philip Boedoro        | 2 septembre 2014  | 22 septembre 2014 | Vanua'aku Pati                | par intérim                        |
| 8   |     | Baldwin Lonsdale      | 22 septembre 2014 | 17 juin 2017      | sans étiquette                | décédé en fonctions                |
| -   |     | Esmon Saimon          | 17 juin 2017      | 6 juillet 2017    | Parti progressiste mélanésien | par intérim                        |
| 9   |     | Tallis Obed Moses     | 6 juillet 2017    | 6 juillet 2022    | sans étiquette                |                                    |
| -   |     | Seoule Simeon         | 6 juillet 2022    | 23 juillet 2022   | sans étiquette                | par intérim                        |
| 10  |     | Nikenike Vurobaravu   | 23 juillet 2022   | en fonctions      | Vanua'aku Pati                |                                    |